# Häxnatten
Häxnatten är en svensk dramafilm från 1937 i regi av Schamyl Bauman. I huvudrollerna ses Gösta Ekman och Signe Hasso.

## Handling
Lektor Arne Markell tar farväl av sin studentklass. Han skall gifta sig och byta skola. Han är allmänt beundrad av sina kvinnliga elever. Till beundrarna hör Majken Celsing och när klasskamraterna hurrar för lektorn sitter hon tyst och trumpen. Hon går till Centralen i sällskap med ett par kamrater för att ta farväl av Markell och hans unga brud när de åker i väg på bröllopsresa. Bland dem som tar avsked finns även löjtnant Bengt Arktander som tidigare uppvaktat Markells fru Lena. Majken har köpt en bukett rosor som avskedspresent men de når inte fram.
Det går fem år och vi möter Majken i hennes lägenhet med arbetskamraten Balalajka, redaktionssekreterare på Dagen, där hon arbetar som journalist. De är båda intresserade av varandra och uppträder stundtals som om de redan vore gifta men ännu har ingen friat till den andre. Han försöker locka med att tala om att skaffa större lägenhet. Hon pratar om åren som gått och hur hon mist alla illusioner hon en gång haft som ung gymnasist. När han ser ett porträtt hon har av Markell berättar hon att han var ett ungdomssvärmeri och hur hon och de andra flickorna i klassen brukade läsa hans ungdomsdikter, ”Häxan och andra upprorsvisor”. Hon har t.o.m. satt musik till dem. Men nu är den illusionen borta, säger hon.
Vi möter lektorsparet Markell i en tågkupé på väg till Åre. Det framgår av deras samtal att äktenskapet blivit alldagligt även om tycker om varandra. Framme i Åre möter de en del gamla bekanta, bland annat Bengt som leder en skidtrupp. Även Majken har tidigare kommit till hotellet. Hon har fortfarande kvar sina varma känslor för Arne. Hon får ett telefonsamtal från Balalajka att göra ett reportage om ungdomens moral apropå ett aktuellt debattinlägg och beslutar sig för att intervjua lektorn i frågan. Till en början känner han inte igen henne men efter ett tag minns han. Hon har blivit en vuxen dam. Han börjar med att säga att lärarna inget vet om ungdomen. Efterhand blir deras samtal mer personligt och till sist berättar hon att hon varit förälskad i honom. Hon kan säga det nu eftersom hon inte längre kan få nedsatt sedebetyg. Även han visar sin förälskelse och kysser henne men säger att det hela är vanvettigt. Han har ju sin hustru som han älskar men Majken har fått honom att återuppliva sin svikna ungdom. Samtidigt har Bengt försökt återuppväcka Lenas känslor. Hon säger sig vara otillfredsställd med livet i den lilla landsortshåla där han nu arbetar. Men hon vill att de bara skall vara vänner.
På kvällen anordnar hotellet en maskerad, ”Häxnatten”, och Majken iklär sig kattkostym. Hon träffar på Arne och det visar sig att deras gemensamma känslor blivit mycket heta. Hon sjunger en av hans gamla dikter för honom. Han blir närmast passionerat förälskad i henne och är beredd att bryta med sitt nuvarande liv. Majken försöker besinna sig och drar sig till sist undan. Hon påminner honom att det alltid kommer en morgondag. Deras förehavanden har dock observerats av Lena, som tolkar allt till det värsta och i ett försök att ”hämnas” ger hon sig hän åt Bengt. De beger sig ut på fjället och hamnar i en fjällstuga som ägs av en läkare. Men just som hon är på väg att falla för honom kommer en fjällbo och ber om hjälp. Bengt ger sig i väg och hon ångrar sig. För sitt inre åkallar hon bilden av sin lille son och beger sig tillbaks mot hotellet igen. Då hon inte dyker upp på där tror man att hon försvunnit och börjar spana efter henne. Majken upptäcker hur mycket Markell saknar sin hustru och får tidningen att engagera flygaren Kurt Björkvall för att leta. Då får de telegram att Lena finns i Stockholm. Arne och Lena får i stället flyga tillbaka dit.
Arne försöker ställa saker och ting till rätta men Lena vägrar träffa honom. Hon har flyttat hemifrån med deras lille son till sin mormor och är inställd på att ta ut skilsmässa och istället gifta om sig med Bengt. På tidningen sammanträffar Majken med Balalajka. Han lyssnar förtjust vid hennes dörr då hon pratar med Gunnar Myrdal i telefon och säger att det borde födas mer barn. Han tar åt sig personligen och föreslår på allvar att de slår sig ihop och skaffar modern lägenhet med både sopnedkast och ”barnnedkast”. Han är trots allt ganska sentimental bakom sitt moderna yttre. Hon får i uppdrag att leta rätt på Lena eftersom tidningen har ensamrätt på henne.
Majken som vill ställa saker och ting till rätta igen uppsöker mormodern som först försöker hindra henne från att träffa Lena. Men Majken förklarar att hon vill föra dem samman igen för att hon älskar lektorn. Mormodern ändrar sig och de beslutar sig för att utarbeta en plan. De iscensätter en låtsaskidnappning av den lille sonen vilket till sist får som effekt att de lyckas i sitt uppsåt. Lena och Arne försonas igen tack vare sonen inför ögonen på den häpne Bengt. Balalajka blir dock tagen av polisen och insatt i cell. Han uppsöks av Majken som får ”befria” honom ur hans fångenskap och de tu blir ett.

## Om filmen
Filmen premiärvisades 1 november 1937 på biograf Palladium i Malmö. Den spelades in vid AB Irefilms ateljéer i Stockholm med exteriörer från Stockholm och Åre av Willy Goldberger. 

## Rollista i urval
- Gösta Ekman - Arne Markell, lektor
- Signe Hasso - Majken Celsing, journalist på tidningen Dagen
- Ruth Stevens - Lena Markell, Arnes hustru
- Göran Bernhard - Gunnar, Arne och Lenas son
- Sture Lagerwall - "Balalajka", journalist på Dagen
- Einar Axelsson - Bengt Arktander, löjtnant
- Eric Abrahamsson - konsul Adolf Ohlzon, Lenas far
- Gerda Björne - konsulinnan, Lenas mor
- Märtha Lindlöf - mormodern
- Aurore Palmgren - Sidonia, Markells husföreståndarinna
- Sigge Fürst - poliskonstapel Kihlqvist
- John Botvid - fångvaktare
- Kurt Björkvall - Kurt Björkvall, sportflygare
- Nils Johannisson - grosshandlare Sörensen
- Saga Sjöberg - elev i Markells klass

## Musik i filmen
- Ein Sommernachtstraum. Hochzeitmarsch (En midsommarnattsdröm. Bröllopsmarsch), kompositör Felix Mendelssohn-Bartholdy, instrumental.
- Sjungom studentens lyckliga dag (Studentsång), kompositör Prins Gustaf, text Herman Sätherberg, sång Signe Hasso och en kör
- Häxnatten, kompositör Jacques Armand, text Karl-Ewert, sång Signe Hasso
- Det var dans bort i vägen, kompositör Helfrid Lambert, text Gustaf Fröding, sång Eric Abrahamsson, Nils Johannisson och en okänd sångerska